# Guido da Zara
Guido da Zara (Padova, 16 novembre 1890 – Gacelesi, 16 febbraio 1943) è stato un militare italiano.

## Biografia
Guido nacque a Padova il 16 novembre 1890, in una ricca famiglia di possidenti, secondogenito di quattro figli di Paolo, detto Giuseppe (n. 9 agosto 1856) ex ufficiale di cavalleria e della foggiana Rosa Nannarone (n. 1856) unitisi in matrimonio il 27 giugno 1888.
Il fratello maggiore Alberto divenne un noto ammiraglio, mentre Guido seguì la carriera militare paterna (e di famiglia) nella cavalleria; allievo della Scuola militare di Modena, ottenne la nomina a sottotenente alla fine del 1913 e la promozione a tenente nel novembre 1915 ricevendo, da capitano del reggimento cavalleggeri Milano, durante la prima guerra mondiale, una medaglia d'argento al valor militare sul campo per un'audace azione compiuta durante la battaglia del Solstizio.
Finita la Grande Guerra, nel settembre 1923, ancora capitano, chiese ed ottenne, a sua domanda, di essere trasferito dal reggimento cavalleggeri di Aosta al Regio corpo truppe coloniali della Tripolitania, ove fu alla testa degli squadroni di Savari partecipando alla riconquista del Garian e del Fezzan.
Durante la seconda guerra mondiale combatte dapprima sul fronte greco-albanese sul quale, da tenente colonnello nel reggimento lancieri "Aosta", si guadagna una medaglia di bronzo al valor militare durante i combattimenti nella Valle del Suhes, nel sud dell'Albania. Trasferito e promosso, muore da colonnello in Dalmazia nei pressi di Gacelesi (Gaćelezi) per mano di forze partigiane comuniste iugoslave, il 16 febbraio 1943, mentre, da comandante del reggimento cavalleggeri di Alessandria, tornava a Vodizze (Vodice) da un’ispezione al presidio distaccato di Cista Piccola (Čista Mala).